# Мацей Прус
Мацей Прус (пол. Maciej Prus; 9 листопада 1937, Самбір, Польська Республіка — 9 квітня 2023) — польський театральний режисер і актор.

## Життєпис
Мацей Прус вивчав історію мистецтва в Ягеллонському університеті. У 1961 році закінчив акторський факультет Державної вищої театральної школи у Кракові, а в 1968 році — режисерський відділ Державної вищої театральної школи у Варшаві. На початку 1960 — х років він приєднався до команди в Старому театрі в Кракові. Пізніше Прус приєднався до Єжи Гротовського та його Театру 13 рядів в Ополі, де виступав у 1962—1963 роках. У 1963—1965 роках він став членом акторської групи Краківського Teatru Rozmaitości. Восени 1965 року він допомагав Конраду Свинарському у постановці комедії Nie-Boskiej у Старому театрі в Кракові. У 1965—1968 роках працював актором і асистентом режисера в Національному театрі, був асистентом Ванди Ласковської.
У 1968 році дебютував режисером у Балтійському драматичному театрі в Кошалін-Слупськ. У сезоні 1968/1969 він був художнім керівником цієї сцени, потім до 1970 року працював тут режисером. На початку 1970-х Мацей Прус ставив вистави у Варшавському театрі Атенеум і Театрі Войцеха Богуславського в Каліші, де він працював режисером. У 1974—1976 рр. Мацей Прус повернувся до Кракова. Працював у Старому театрі режисером. У сезоні 1977/1978 — художній керівник та керівник Музичного театру у Слупську. У 1980—1982 рр. — художній керівник Вибжезького театру в Гданську. У 1980-х він був пов'язаний головним чином з Драматичним театром у Варшаві та Театром ім. Стефана Ярача. У 90-ті співпрацював з багатьма польськими сценами, досі режисуючи в Драматичному театрі (у 1990—1993 роках він був художнім керівником сцени), а у Варшаві — у Польському театрі, Національному театрі, Театрі імені Юліуша Словацького у Кракові, Польському театрі у Вроцлаві та Польському театрі у Познані. У 2003—2004 роках був директором Нового театру в Лодзі.
У 90-х Мацей Прус двічі ставив виставу «Визволення» Станіслава Виспянського у Театрі ім. Стефана Ярача в Лодзі (1990) та в Краківському театрі ім. Словацького (1992), а також повернувся до літератури романтизму та Станіслава Віткевича. У 2003 році в Новому театрі в Лодзі Мацей Прус взявся готувати прем'єру «Гамлета», незавершеного до його смерті в даний час, режисера Казімєжа Деймека.

## Нагороди
- Лауреат імені Конрада Свинарського — нагороджений редакцією щомісячника «Театр» — за сезон 1978/1979 рр., за режисуру «Листопадової ночі» Виспянського у Варшавському драматичному театрі.
- 22 липня 1973 року він отримав нагороду Міністра культури і мистецтва 3 ступеня.